# Allahverdi Khans bro

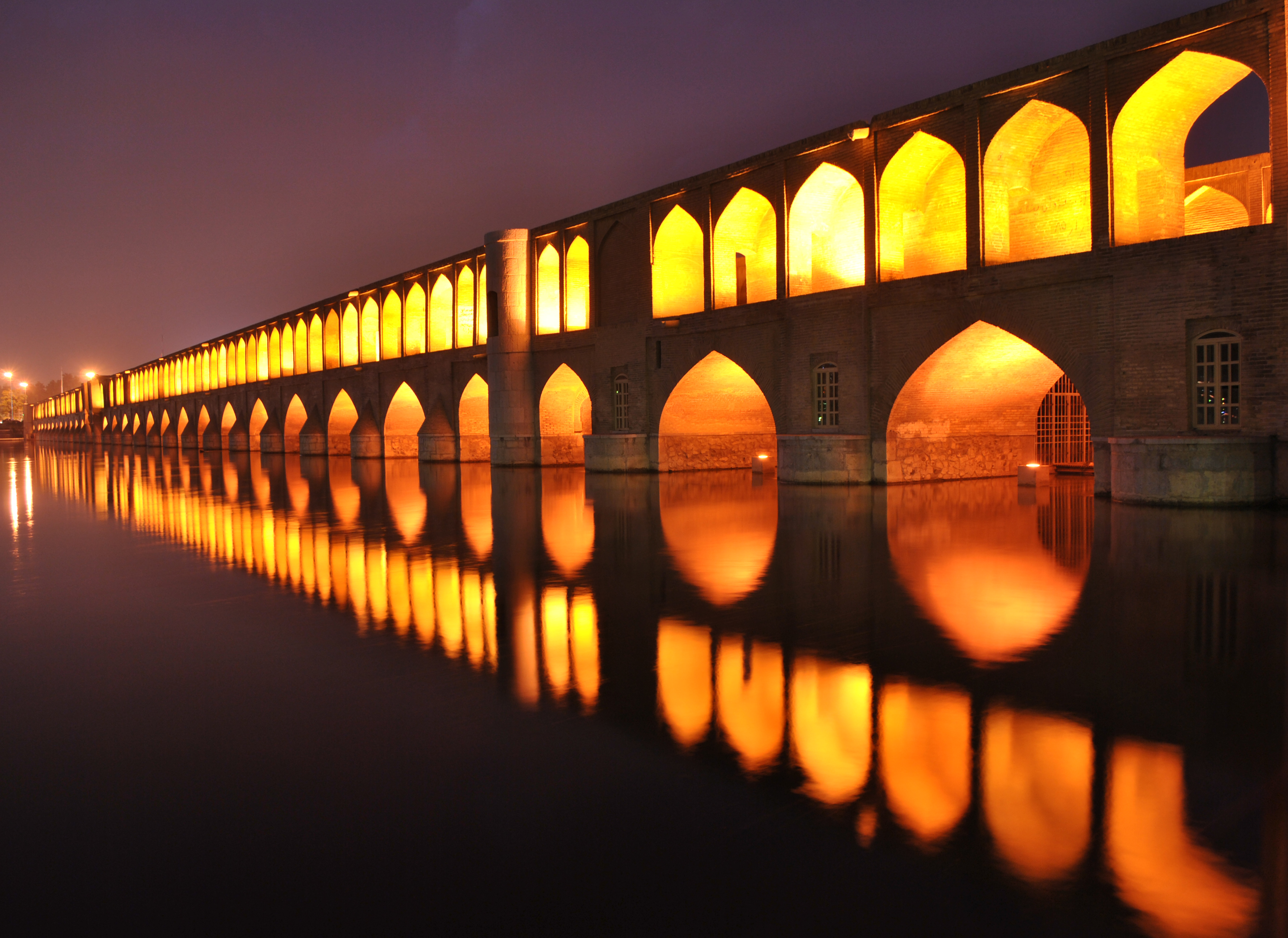
Bron och byggnadsverket Si-o-se pol.

Si-o-se pol (persiska: سی‌وسه‌پل, eller Allahverdi Khans bro) är en bro i staden Esfahan som byggdes år 1602 e.Kr. på den safavidiske kungen Shah Abbas I:s befallning. Brons uppförande skedde under general Allahverdi Khans överinseende. Brons skönhet har prisats i resedagböcker från flertalet resenärer som besökt Esfahan under qajarernas tid.